# Кутса (заказник)
Кутса — государственный природный заказник регионального значения в Кандалакшском районе Мурманской области.

## Расположение
Расположен на самом юге Мурманской области, южная граница заказника совпадает с границей Мурманской области с Карелией, восточная граница — по реке Тумча, западная граница — в районе озера Нилуттиярви, на севере заказник простирается до озера Вуориярви (включительно). По официальным документам площадь заказника равняется 520 км², по карте — 486,4 км².

## История
Территория заказника ещё в 1938 году, находясь в составе Финляндии, получила статус государственного природного парка до присоединения к Советскому Союзу по окончании советско-финляндской войны. В нынешнем статусе он образован 21 июня 1994 года постановлением № 259, главные цели — сохранение охраняемой территории в естественном состоянии, сохранение мест обитания редких и находящихся под угрозой исчезновения видов животных и растений, поддержание экологического баланса, проведение научно-исследовательских работ и природоохранительных мероприятий.

## Описание
На охраняемом участке запрещена вырубка леса, строительство линий электропередачи высокого напряжения и любые промышленные работы, разрешена любительская рыбалка, охота по лицензии и сбор грибов и ягод.
Из птиц в заказнике встречаются орёл-беркут и филин, из растений — лишайник лобария лёгочная, вероника кустарничковая, арника альпийская и северная орхидея калипсо. Одна из главных достопримечательностей заказника — ущелье Пюхякуру («пюхя» — святое, «куру» — ущелье), считавшееся священным местом у лопарей. В районе ущелья много редких растений, например, лофозия большая и эндемик скапания шариконосная. В находящихся на охраняемом участке реках водится 11 видов рыб из 8 семейств — кумжа, голец, европейская ряпушка, сиг, хариус, щука, окунь, ёрш, гольян, налим и колюшка девятииглая.
Кроме того, заказник привлекает любителей водного туризма, здесь протекают популярные среди них реки — Тумча и Кутсайоки, примечательная своими многочисленными порогами и водопадом Большой Янискенгас.

## Топографические карты
- Лист карты Q-36-VII,VIII Зареченск. Масштаб: 1 : 200 000. Указать дату выпуска/состояния местности. — восточная часть заказника
- Лист карты Q-35-XI,XII Куолаярви. Масштаб: 1 : 200 000. Состояние местности на 1963-1979 год. Издание 1986  г. — западная часть заказника